# Andreja Kojić
Andreja Kojić, in serbo Андрија Којић? (Belgrado, 28 agosto 1896 – Belgrado, 7 luglio 1952), è stato un calciatore jugoslavo, di ruolo attaccante.